# The Devil's Advocate
The Devil's Advocate (traducida en Hispanoamérica como El abogado del diablo y en España como Pactar con el diablo) es una película de terror sobrenatural estadounidense de 1997 dirigida por Taylor Hackford, escrita por Jonathan Lemkin y Tony Gilroy y protagonizada por Keanu Reeves, Al Pacino y Charlize Theron. Basada en la novela homónima de Andrew Neiderman de 1990, se trata de un joven abogado de Florida (Reeves), excepcionalmente exitoso, que se traslada a la ciudad de Nueva York para trabajar para una importante firma. A medida que su esposa (Theron) se ve atormentada por aterradores fenómenos visuales, el abogado poco a poco comienza a darse cuenta de que el dueño de la firma (Pacino) no es lo que parece ser.
El personaje de Pacino lleva el nombre del autor de El paraíso perdido, John Milton. La historia y la dirección contienen alusiones a la epopeya de Milton, el Infierno de Dante Alighieri y la leyenda de Fausto. La adaptación de la novela de Neiderman entró en un infierno del desarrollo durante la década de 1990, antes de que Hackford llevara a cabo la producción. El rodaje tuvo lugar en la ciudad de Nueva York y Florida. Tras su estreno, el filme recaudó 153 millones de dólares y ganó el Premio Saturn a la mejor película de terror.

## Argumento
Mientras el joven abogado defensor de Gainesville, Florida, Kevin Lomax, que nunca ha perdido un caso, defiende al maestro de escuela Lloyd Gettys contra un cargo de abuso sexual infantil, se da cuenta tardíamente de que su cliente es culpable y el reportero local Larry le advierte que un veredicto de culpabilidad es inevitable. Sin embargo, a través de un duro interrogatorio, Kevin destruye la credibilidad de la víctima y obtiene un veredicto de «no culpable».
Posteriormente, un representante de un bufete de abogados de la ciudad de Nueva York le ofrece a Kevin una gran suma de dinero para ayudar en la selección de un jurado. Después de que el jurado dicta un veredicto de no culpabilidad, el director de la firma, John Milton, le ofrece a Kevin un gran salario y un apartamento de lujo si se une a la compañía. Kevin acepta el trabajo y él y su esposa Mary Ann se mudan a Manhattan. Pronto pasará la mayor parte de su tiempo en el trabajo, dejando a Mary Ann sintiéndose aislada. La madre fundamentalista de Kevin, Alice, visita Nueva York y sugiere que ambos regresen a casa, pero Kevin se niega.
Eddie Barzoon, gerente de la empresa, está convencido de que Kevin está compitiendo por su trabajo cuando descubre que el nombre de Kevin está en los estatutos de la empresa. Sorprendido, Kevin niega tener conocimiento de esto y Eddie amenaza con informar a la oficina del Fiscal de los Estados Unidos sobre las actividades del bufete de abogados. Kevin le cuenta a Milton sobre las amenazas de Eddie, pero Milton las rechaza; Eddie es luego asesinado a golpes por vagabundos con apariencias demoníacas. Mary Ann es testigo de esto, molestándola aún más.
Mientras prepara a Melissa Black, la secretaria de Cullen, para testificar sobre la coartada de Cullen, Kevin se da cuenta de que ella está mintiendo y le dice a Milton que cree que Cullen es culpable. A pesar de esto, Milton se ofrece a respaldarlo independientemente y Kevin procede con su testimonio y el juicio, ganando una absolución para Cullen. Luego, Kevin encuentra a Mary Ann cubierta con una manta en una iglesia cercana. Ella afirma que Milton la violó ese día, pero Kevin lo niega, ya que estuvo con Milton en la corte. Mary Ann deja caer su manta, revelando su cuerpo desnudo cubierto de cortes y rasguños; dando por sentado que ella se lastimó a sí misma, Kevin la envía a una institución mental.
Alice, Kevin y Pam Garrety, su administradora de casos de la firma, visitan a Mary Ann en la institución. Después de ver a Pam como un demonio, Mary Ann la golpea con un espejo de mano y bloquea la habitación. Cuando Kevin derriba la puerta, Mary Ann se suicida cortándose la garganta con un fragmento de vidrio. Alice le revela a Kevin que Milton —a quien conoció en Nueva York hace décadas— es su padre; Kevin sale del hospital para enfrentarse a Milton, quien admite haber violado a Mary Ann. Kevin dispara una pistola al pecho de Milton, pero las balas son ineficaces. Milton se revela a sí mismo como Satanás y Kevin lo culpa por todo lo que sucedió; Milton explica que él simplemente «preparó el escenario» y que Kevin podría haberse ido en cualquier momento. Kevin se da cuenta de que siempre quiso ganar, sin importar el costo. Milton le dice a Kevin que quiere que Kevin y Christabella, la medio hermana de Kevin, conciban un hijo, el Anticristo. Kevin inicialmente parece estar de acuerdo, pero de repente cita el libre albedrío y se dispara en la cabeza.
Al encontrarse de nuevo en el receso del juicio de Gettys, Kevin anuncia que no puede representar a su cliente a pesar de la amenaza de inhabilitación. Debido a su retirada, Larry trata de convencerlo de dar una entrevista de alto perfil, prometiendo convertir a Kevin en una celebridad. Alentado por Mary Ann, Kevin acepta; después de que se van, Larry se transforma en Milton, una vez más saboreando el pecado de la vanidad.

## Reparto
- Keanu Reeves como Kevin Lomax
- Al Pacino como John Milton
- Charlize Theron como Mary Ann Lomax
- Jeffrey Jones como Eddie Barzoon
- Judith Ivey como Alice Lomax
- Connie Nielsen como Christabella Andreoli
- Craig T. Nelson como Alexander Cullen
- Tamara Tunie como Jackie Heath
- Ruben Santiago-Hudson como Leamon Heath
- Debra Monk como Pam Garrety
- Vyto Ruginis como Mitch Weaver
- Laura Harrington como Melissa Black
- Pamela Gray como Diana Barzoon
- George Wyner como Meisel
- Chris Bauer como Lloyd Gettys
- Heather Matarazzo como Barbara
- Neal Jones como Larry
- Don King como él mismo
- Monica Keena como Alessandra Cullen
- Al D'Amato como él mismo
- Roy Jones, Jr. como él mismo (sin acreditar)
- Delroy Lindo como Phillipe Moyez (sin acreditar)

## Temáticas e interpretaciones
El nombre del personaje del diablo es un homenaje directo a John Milton, quien escribió El paraíso perdido, citado por Lomax con la frase «Mejor reinar en el infierno que servir en el cielo». A pesar de esto, la idea central de la epopeya de Milton fue reprender al diablo. Rebelándose en contra de Dios y quejándose de ser perpetuamente «subestimado», el personaje de Milton, como el Satanás de El paraíso perdido, es "El Cielo huyendo del Cielo" con un «sentimiento de mérito herido».
El profesor Eric C. Brown juzga que el clímax, en el que Milton intenta persuadir a Lomax para que tenga relaciones sexuales con su media hermana para concebir al Anticristo, es el más «miltónico», ya que las esculturas se vuelven animadas y practican actividades carnales que evocan la «Caída de los ángeles rebeldes» de El paraíso perdido. El monólogo de Milton en esta secuencia también recuerda las líneas de Satanás en los libros I y II de El paraíso perdido. En la educación literaria estadounidense, las palabras de Milton a Lomax sobre la tentación en el clímax, en la que racionaliza la rebelión contra Dios por un modelo de «Mira, pero no toques», se ha comparado con Satanás instando a Eva a comer el fruto prohibido en el libro IX (líneas 720-730) de El paraíso perdido: 

Él sabe que el día en que comáis del fruto, vuestros ojos que ahora parecen tan claros y que, no obstante, están turbados, quedarán perfectamente abiertos e iluminados, y seréis como dioses, conociendo a la vez como éstos el bien y el mal.

En su comentario en el DVD, Taylor Hackford no nombró El paraíso perdido como inspiración, sino que citó la leyenda de Fausto. Un concepto subyacente de la historia es el del «trato fáustico», ofrecido a un personaje con libre albedrío. El filósofo Peter van Inwagen escribió que Milton se refiere al libre albedrío como una «perra», cuando Lomax contempla vender su alma, se aleja de una definición legalista de «libre albedrío» como «sin coacción», y se acerca al ámbito filosófico de su definición.
Al igual que con el Fausto de Goethe, el diablo comúnmente representado en el cine se asocia con la lujuria y la tentación. Milton le muestra a Lomax muchas mujeres seductoras para inducir su «caída». El sexo o la violación suelen ser también los medios por los que Satanás crea al Anticristo, como en la película Rosemary's Baby (1968) de Roman Polański. En The Devil's Advocate, alguien que no sea Satanás tendrá relaciones sexuales para concebir al Anticristo, aunque Milton viola brutalmente a Mary Ann. El incesto se convierte en una forma de crear al Anticristo, ya que la descendencia del hijo y la hija de Satanás heredará gran parte de su estructura genética.
El Inferno de Dante Alighieri planteó el «potencial visual» que se describió en la película. El estudioso danteano Amilcare A. Iannucci sostiene que la trama sigue el modelo de la Divina comedia al comenzar con la selva oscura, en la que Lomax pierde la conciencia defendiendo a un hombre culpable y luego entra y explora círculos más profundos del infierno. Iannucci compara la estructura del edificio de oficinas con los círculos, enumerando chimeneas donde las llamas siempre están presentes; fenómenos visuales demoníacos; y agua fuera de la oficina de Milton, análoga a la casa helada del Satanás de Dante, aunque situada en la parte superior del infierno en lugar de en la parte inferior. El libre albedrío es también un tema importante en la Divina comedia, y las reflexiones de la película sobre ese concepto son similares al Purgatorio de Dante, 16.82-83 («si el mundo actual se ha descarriado, en ti está la causa, en ti hay que buscarla»).
El filme también presenta otras referencias religiosas. Para comparar a la ciudad de Nueva York con Babilonia, Alice Lomax citó el Apocalipsis 18: 

Ha caído, ha caído la gran Babilonia, y se ha hecho habitación de demonios y guarida de todo espíritu inmundo, y albergue de toda ave inmunda y aborrecible.

Milton tentando a Lomax posiblemente también esté inspirado por la tentación bíblica de Cristo. Aparte del de Milton, se ha comentado sobre los nombres de otros personajes: La autora Kelly J. Wyman comparó a Mary Ann, la figura virginal que es víctima de Milton, con la Virgen María e indicó que la traducción literal de Christabella es «Cristo bello»; Eric C. Brown notó que el nombre y el personaje de Barzoon recuerdan al príncipe demonio Belcebú. Los académicos Miguel A. De La Torre y Albert Hernández observaron que la visión de Satanás como director ejecutivo, vistiendo ropa costosa y comprometido con los negocios, había aparecido antes en la cultura popular, como por ejemplo en la novela Cartas del diablo a su sobrino (1942).

## Producción

### Desarrollo

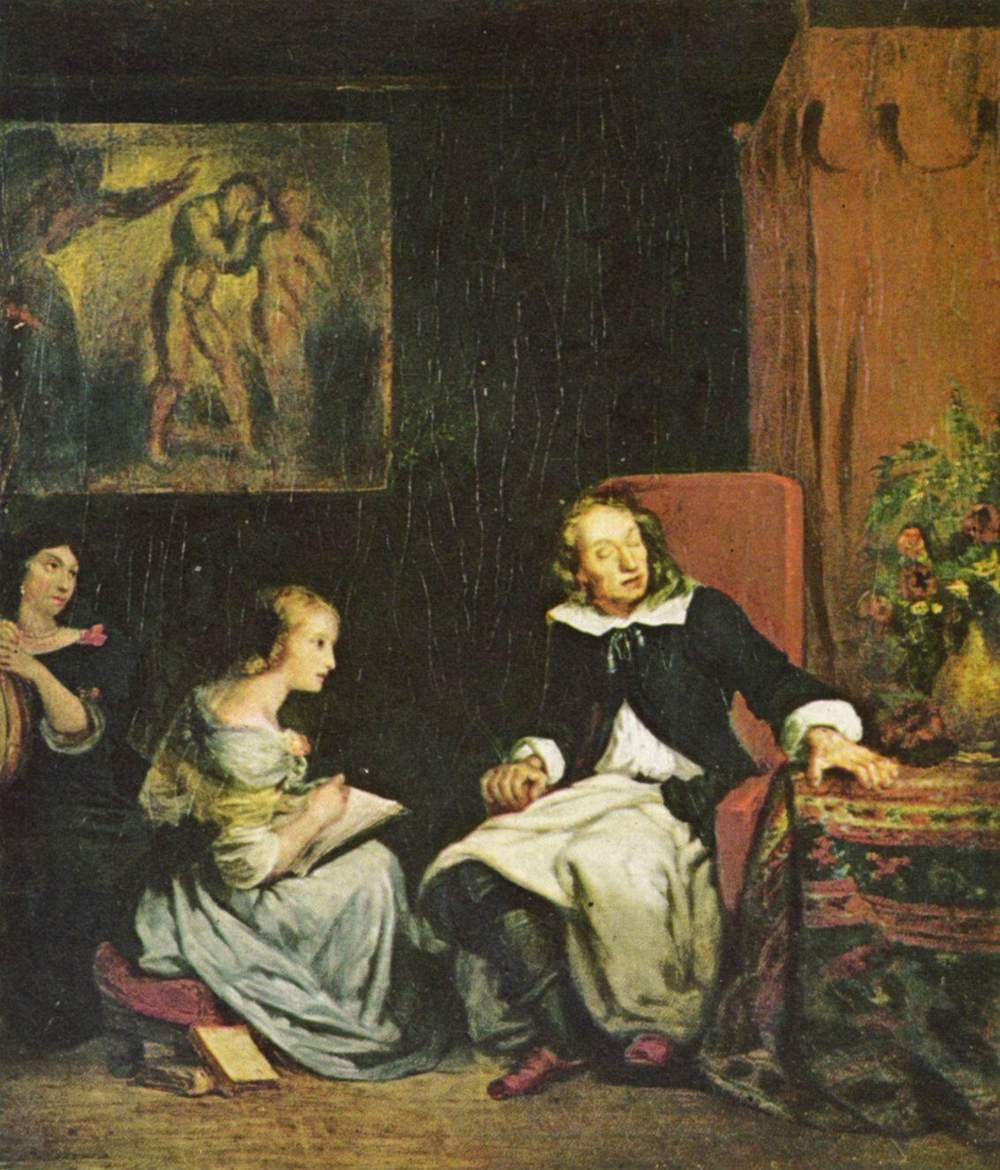
Representación de Eugène Delacroix de Milton dictando El paraíso perdido; la frase de Milton «Mejor reinar en el infierno que servir en el cielo» se utiliza en el guion.

Andrew Neiderman escribió The Devil's Advocate como una novela y se publicó en 1990 a través de Simon & Schuster. Creyendo que su historia podría adaptarse al cine, Neiderman se contactó con Warner Bros. y los convenció con la sinopsis: «Se trata de un bufete de abogados en Nueva York que representa solo a personas culpables y nunca pierde».
Varias adaptaciones de The Devil's Advocate se habían presentado a estudios de cine de Estados Unidos y Joel Schumacher planeaba dirigir el filme con Brad Pitt como el joven abogado. Schumacher planeó una secuencia en la que Pitt descendería al Metro de Nueva York, que seguiría el modelo de los círculos del infierno de la Divina comedia de Dante. Sin actor para interpretar a Satanás, este proyecto fue abandonado.
El juicio por asesinato de O.J. Simpson y su controvertido resultado dio un nuevo impulso al proyecto, con un presupuesto de sesenta millones de dólares. Warner contrató a Taylor Hackford para dirigir el nuevo intento. Al director le entusiasmó la temática del drama legal, teorizando: «La sala del tribunal se ha convertido en la arena de gladiadores de finales del siglo XX. Seguir el progreso de un juicio sensacional es un deporte de espectadores».
Tony Gilroy se encargó de gran parte de la reescritura, con la supervisión de Hackford, quien la concibió como una «obra de moralidad moderna» y un «cuento fáustico». A medida que se desarrolló el guion, el libre albedrío se convirtió en un tema de importancia y los eventos no eran causados por Milton. Hackford quería sugerir que Milton no mata a Barzoon, sino que fue asesinado por desafiar a sus asaltantes, ni al fiscal de los Estados Unidos Weaver, quien de manera arrogante no mira a los vehículos antes de cruzar la calle.
Los guionistas agregaron a la trama el hecho de que Lomax fuese el hijo de Milton y que Milton podría producir el Anticristo, ninguno de los cuales está en la novela. Hackford citó las películas Rosemary's Baby y La profecía como influencias; ambas habían explorado la mitología del Anticristo. Otro cambio que se realizó con respecto a la novela fue convertir a la clienta lesbiana del libro en el abusador Lloyd Gettys, evitando posibles acusaciones de homofobia. En una primera versión del guion, la frase «Mejor reinar en el infierno que servir en el cielo» es pronunciada por Milton en lugar de por Lomax.

### Preproducción
En previos intentos de adaptar la novela de Neiderman, el papel del Diablo ya había sido ofrecido a Al Pacino, pero antes de la reescritura final, rechazó dichas ofertas en tres ocasiones, por resultarle un personaje estereotipado. Pacino sugirió a Robert Redford y Sean Connery para el papel. Keanu Reeves eligió protagonizar The Devil's Advocate en vez de Speed 2, a pesar de los once millones de dólares que se le habían prometido por aparecer en la secuela tras el éxito de Speed (1994); según allegados a Reeves, el actor se mostró reacio a actuar en dos películas de acción consecutivas después de Chain Reaction (1996). En The Devil's Advocate, Reeves acordó un recorte salarial de millones de dólares para que los productores pudieran satisfacer las demandas salariales de Pacino. Para prepararse para el papel, Pacino vio la película The Devil and Daniel Webster (1941) y observó la actuación de Walter Huston como el señor Scratch. También leyó el Infierno de Dante y El paraíso perdido.
Connie Nielsen, una actriz danesa, fue seleccionada por Hackford para Christabella, un personaje que habla varios idiomas al igual que Nielsen. Craig T. Nelson, conocido por su trabajo televisivo, fue seleccionado en un papel de villano.

### Filmación
La filmación comenzó en Nueva York en 1996. Hacia noviembre de ese año se experimentaron demoras a causa de los despidos del director de fotografía y los directores asistentes, mientras que una fuente anónima afirmó que Pacino encontraba a Hackford engreído y ruidoso. Un ejecutivo dijo que Pacino solía llegar tarde, aunque el productor Arnold Kopelson afirmó que no era así. Más tarde, Hackford dijo que Pacino era un profesional, a pesar de que su estatus significaba que no necesitaba serlo.
Al diseñador de producción Bruno Rubeo se le encomendó la tarea de crear el apartamento de Milton, con el objetivo de lograr una apariencia «muy suelta y muy sexy», «para que no se pueda saber a dónde va». Hackford dijo en este set que alentó a Reeves y Pacino a «sentir la habitación» y desarrollar algo de improvisación. A Pacino se le ocurrió la idea de bailar «It Happened in Monterey» de Frank Sinatra y Hackford inmediatamente adoptó la idea. Según Helen Mirren, esposa de Hackford, la improvisada versión de Pacino de la canción de Sinatra le costó al estudio «una gran suma de dinero por los derechos de autor, pero lo valió».
Hacia el final del filme, cuando Lomax va a encontrarse con Milton, camina por la calle 57 en Nueva York, que raramente está desprovista de personas o vehículos. Se filmó en la calle 57 real y los cineastas la cerraron un domingo a las 7:30 a. m. Las oficinas fueron filmadas en el Continental Club en Manhattan y en el Continental Plaza, aunque el agua fuera de la oficina de Milton fue agregada más tarde por efectos de computadora. Al construir el set de la firma, Hackford y Rubeo consultaron a un arquitecto de Japón y otro de Italia para crear una apariencia «ultramoderna», para mostrar el gusto de Milton. El penthouse de Donald Trump en la Torre Trump sobre la Quinta Avenida fue prestado a la producción para ambientar la residencia de Alexander Cullen.
Varias iglesias y tribunales se utilizaron para la producción. Se usó el interior de la Iglesia del Descanso Celestial de la ciudad de Nueva York, para la escena en la que el personaje de Theron revela que Milton la violó. El exterior de la Iglesia Presbiteriana Central fue usado para el funeral de Barzoon, mientras que Pacino estaba dentro de la Iglesia del Santísimo Redentor de Manhattan para la secuencia del agua bendita. Para las escenas de la corte, se empleó el Palacio de Justicia del Condado de Bergen de Nueva Jersey, al igual que otros juzgados históricos de Nueva York.
Después de finalizar de rodar en Nueva York en marzo de 1997, la producción se trasladó a Florida en julio de 1997. En Jacksonville (Florida), el interior del negocio de la Sra. Howard en Riverside y Avondale se usó para escenas de Nueva York. Su copropietario Jim Howard remodeló la tienda y apareció como extra. Las escenas de la iglesia de Gainesville fueron filmadas en una iglesia real de Gainesville, después de que Hackford convenció al pastor y a sus miembros para que participaran, ya que su historia trataba de combatir a Satanás.

### Posproducción
Al final de la película, John Milton se transforma en Lucifer como un ángel caído. El equipo creó el efecto combinando máscaras de Reeves, Pacino en 1997 y Pacino en El padrino (1972). El maquillador de El padrino Dick Smith suministró la máscara de vida que hizo en la década de 1970 al artista de The Devil's Advocate Rick Baker, antiguo aprendiz de Smith. Además, Baker creó las imágenes de rostros demoníacos que se pueden ver en algunas actrices y actores. También creó las manos que parecían moverse debajo del cuerpo de Tamara Tunie de manera digital con las contribuciones de Richard Greenberg y Stephanie Powell.
Tomas de bailarinas moviéndose en el agua se utilizaron como base para las esculturas animadas de Milton. El productor de efectos especiales Edward L. Williams dijo que filmó a las personas para el efecto estatua, y que estaban desnudas y colocadas en un tanque junto a una pantalla azul. Se necesitaron tres meses para filmar a la gente y luego agregar los efectos por computadora, a un costo de dos millones de dólares, el 40 % del presupuesto total para efectos especiales.
James Newton Howard, un antiguo colaborador de Hackford, recibió la tarea de escribir la partitura. Hackford dobló la interpretación de Pacino de «It Happened in Monterey» con la voz de Sinatra. «Paint It Black» de The Rolling Stones se utiliza para el final de la película.

## Estreno
Durante las primeras etapas de la filmación, Warner planeaba el estreno para agosto de 1997. La película finalmente se estrenó el 17 de octubre de 1997, el mismo día que otra película de terror, I Know What You Did Last Summer. Para promocionar el estreno, el sitio web de Warner incluyó la advertencia en la puerta del infierno del Canto III del Infierno de Dante («Abandonad todas las esperanzas, los que entren aquí»), con los créditos presentados como círculos del infierno. La publicidad televisiva y el afiche eran claros en cuanto a que Milton era Satanás, aunque esto no se revela explícitamente en la película hasta las escenas finales.
En febrero de 1998 se produjeron alrededor de 475 mil copias en VHS y DVD, pero su lanzamiento al mercado doméstico se retrasó en espera de la demanda Hart vs. Warner Bros., Inc. Posteriormente, la película se emitió con regularidad en TNT y TBS. Una edición en Blu-ray fue lanzada en la Región A en 2012, como una «Versión del director sin calificación» en el que el arte en el clímax se rediseña digitalmente.

## Recepción

### Taquilla
En su primer fin de semana de estreno en octubre de 1997, The Devil's Advocate recaudó 12,2 millones de dólares, terminando segunda en la taquilla de EE. UU. detrás de I Know What You Did Last Summer, con 16,1 millones. The Devil's Advocate competía en gran medida contra películas de suspenso dirigidas a los jóvenes en la temporada de Halloween. Hacia el 6 de diciembre de 1997 había recaudado 56,1 millones de dólares. Su temporada en los cines finalizó el 12 de febrero de 1998 con un ingreso bruto de 61 millones de dólares en Norteamérica y 92 millones en el resto del mundo.

### Crítica
El sitio web agregador de reseñas Rotten Tomatoes asignó a la película una calificación de aprobación del 63 % según 56 reseñas, con una calificación promedio de 6,22 sobre 10. El consenso de los críticos del sitio afirma: «Aunque en última instancia se deshace un poco por sus propias ambiciones, The Devil's Advocate es una mezcla en su mayoría efectiva de emociones sobrenaturales y exploración de personajes». Metacritic le da a la película una puntuación promedio de 60 sobre 100, basada en 19 críticas, que indica «críticas mixtas o promedio».
Roger Ebert escribió: «La película nunca me enganchó por completo; mi mente se adelantó a la trama y las cosas de John Grisham chocaron con las cosas de El exorcista». En The New York Times, Janet Maslin elogió el «toque agradablemente ligero» de usar el nombre de John Milton y los efectos especiales con «trucos bien ligados a la realidad». David Denby escribió en la revista New York que The Devil's Advocate era «ridículamente entretenida» y predijo que crearía debate entre los espectadores. Owen Gleiberman de Entertainment Weekly la definió como «tonta, sobreexcitada y casi vergonzosamente entretenida al mismo tiempo» y elogió a Pacino por su actuación. Todd McCarthy de Variety la catalogó como «bastante entretenida», mostrando «un sentido casi operístico de absurdo y exceso». Dave Kehr del New York Daily News prefirió a Pacino por sobre Reeves, definiendo The Devil's Advocate como cuando Fausto se mudó a Manhattan. El crítico James Berardinelli escribió que «es una película muy agradable que es en parte un estudio sobre personajes, en parte un thriller sobrenatural y en parte una obra de moralidad».
En The New York Times Magazine, Michiko Kakutani se opuso a trivializar a Satanás, reduciendo la visión de El paraíso perdido' de la guerra en el cielo a «una larga broma de abogados». David Sterritt, de The Christian Science Monitor, encontró que era una reimaginación cinematográfica nada sorprendente de Fausto con Satanás como abogado, pero reconoció su mensaje de «necesidad de responsabilidad personal», aunque con «sexo más lascivo y violencia impactante que una tradicional interpretación de Fausto».
En 2014, Yahoo! nombró The Devil's Advocate como «la película más subestimada de Pacino», afirmando que «el diablo de Pacino nunca recibió el reconocimiento que le correspondía», pero «hay algo que decir sobre un actor que puede lograr este nivel de teatralidad». En su guía de películas de 2015, Leonard Maltin le dio tres estrellas, encontrando a Reeves creíble y Pacino «delicioso». Scott Mendelson escribió en Forbes en 2015: «Me encanta este melodrama vulgar, vulgar y puritano, más de lo que me gustaría admitir». En 2016, The Huffington Post informó sobre un debate en línea sobre el posible simbolismo en el diseño de vestuario, ya que Lomax aparece con trajes que son claros al principio, volviéndose cada vez más oscuros a medida que su moralidad se desvanece. El contrapunto es que esto simplemente refleja su creciente estatus social.

### Premios
| Premio                           | Categoría                       | Candidato                     | Resultado  | Ref.   |
| -------------------------------- | ------------------------------- | ----------------------------- | ---------- | ------ |
| Premios Saturn                   | Mejor película de terror        | Mejor película de terror      | Ganadora   | [ 65 ] |
| Premios Saturn                   | Mejor actor                     | Al Pacino                     | Candidato  | [ 65 ] |
| Premios Saturn                   | Mejor guion                     | Jonathan Lemkin y Tony Gilroy | Candidatos | [ 65 ] |
| Premios Saturn                   | Mejor maquillaje                | Luigi Rocchetti y Neal Martz  | Candidatos | [ 65 ] |
| Blockbuster Entertainment Awards | Mejor actriz de reparto - Drama | Charlize Theron               | Candidata  | [ 66 ] |
| Fangoria Chainsaw Awards         | Mejor actor                     | Al Pacino                     | Ganador    |        |
| Fangoria Chainsaw Awards         | Mejor gran estreno              | Mejor gran estreno            | Candidata  |        |
| Fangoria Chainsaw Awards         | Mejor actriz de reparto         | Charlize Theron               | Candidata  |        |
| MTV Movie & TV Awards            | Mejor villano                   | Al Pacino                     | Candidato  | [ 67 ] |